# Diego Morales
Diego Adán Morales (Tijuana, 11 dicembre 1979) è un pugile messicano.
Soprannominato "Pelucho", ha un record attuale di 37-2.